# Sheikh Mohammed Sultan
Sheikh Mohammed Sultan (bengalí: শেখ মোহাম্মাদ সুলতান; Masimdia, 10 de agosto de 1923 - Narail, 10 de octubre de 1994) fue un pintor de Bangladés. Conocido también como SM Sultan. Estudiaba en Narail y Calcuta, donde conoció a Hasan Shaheed Suhrawardy. Después estancia en Cacherima, volvía a Narail donde enseñaba arte en una escuela local. En 1950 salía a Estados Unidos. Tenía exposiciones, por ejemplo en Nueva York, Washington, Chicago y Boston. En 1953 volvía a Narail. En 1976 tenía su primera exposición en capital ciudad de Bangladés - Daca.

## Premios
- Ekushey Padak - 1982
- Independence Award - 1993